# Somogyi József (lapszerkesztő)
Somogyi József (Szombathely, 1860. március 20. – 1908. november 14.) jogász, lapszerkesztő, helytörténész, megyei árvaszéki ülnök.

## Életpályája
Miután elvégezte tanulmányait, vármegyei szolgálatba lépett. Megyei árvaszéki jegyző volt 1889-ben, 1896-ban  pedig árvaszéki ülnökként tevékenykedett. Számos jogtudományi cikket írt, az 1880-as években munkatársa volt Magyarország és a Nagyvilág című lapnak, 1885-ben szerkesztette a Dunántúlt. Több különböző lapban jelentek meg tárcacikkei és elbeszélései.

## Munkái
- A jogfolytonosság eszméje és a jog fejlődése (Szombathely, 1889)
- A közigazgatósági biráskodás alapelvei (Szombathely, 1889)
- A gyámsági jog természete (Szombathely, 1891)
- Áldozatok (Szombathely, 1892. Elbeszélések)
- Trenk Frigyes kalandos élete (Budapest, 1896)
- A magyar közjog rövid kézikönyve - A községi közigazgatási tanfolyamok hallgatói és a nagyközönség használatára (Szombathely 1900)
- Vergődő lelkek (Budapest, 1906)